# Laurențiu Nistor
Laurențiu Nistor (n. 29 iunie 1951, Târnăvița, România) este un deputat român, ales în 2012 din partea Partidului Social Democrat. 